# 江阴市中医院
江阴市中医院，是中国江苏省的一所医院，为三级乙等医院，位于江阴市人民中路130号。

## 规模
江阴市中医院总床位215张，日门诊量970人次。